# エーテルインターライン
株式会社エーテルインターラインは東京都世田谷区に事業所を構えるアダルトゲーム制作会社。ブランドに「はにぃぽっと」「じぃすぽっと」「クリーミートリップス」がある。

## 概要
ウルフ・チームから独立したスタッフが中心になって設立された。初期の「すたじお実験室」は法人格ではなく個人会社だったが、『パソコンパラダイス』誌上の読者参加型ゲーム『学園トライアングル』のPCゲーム版を製作後に「有限会社すたじお実験室」として法人化（読者参加型ゲームを手がけていたエディター部門は深海工房として独立）。当初は主にスペースプロジェクト系ブランドのSPEED等の外部開発を担当していたが、2001年に自社ブランド「いちひめ」立ち上げに伴い現在の社名である「有限会社エーテルインターライン」に変更して、自社ブランド作品の発売および販売も行なうようになった。後に株式会社化。2012年には男の娘専門ブランドとして「ボクカノProject」を立ち上げた。

## 作品一覧

### 法人化以前
- ぷりんせす・でんじゃあ (jANIS) - 1994年4月
- 機械じかけのマリアン (jANIS) - 1994年10月
- ばにぃはんたぁ零 (jANIS) - 1995年4月
- くるみちゃんにんじゃあ (jANIS) - 1995年7月
- 緋色の姉妹 (jANIS) - 1995年12月
- 学園トライアングル (jANIS) - 1996年1月

### 外部開発作品
SPEED作品
- 月花美人シリーズ
  - 月花美人 - 1998年5月
  - 続月花美人 〜桜花の頃〜 - 1999年5月
  - 真月花美人 〜ひとりしづか〜 - 2001年7月

- 迷宮無頼漢 - 1998年10月
- Moitf〜セピア色の素描 - 1998年11月
- 女神の破瓜（はか） - 1999年9月
- 漂泊者（ながれもの）の子守唄 - 1999年11月
- 楽園迷宮PET - 2000年6月
- 堕ちゆく聖女 - 2001年3月
- 旅館白鷺 - 2002年5月
- ひよこのキモチ - 2003年5月
- バイアス{biAs+} 嗤笑ける幻音が聴こえる - 2003年6月

SPEED以外のスペースプロジェクト系ブランド作品
- Be Happy! 〜恋舞う学園〜 (SPACE PROJECT) - 1997年9月
- ぷりんせすでんじゃあ√2 ポチのドキドキ大作戦 (jANIS) - 1998年4月
- メイドハンター零一 〜のらメイド〜 (Ciel) - 2002年4月

クロスネット作品
- 瞳裸 - 1999年10月
- 黒瞳皇 〜瞳裸2〜 - 2000年6月
- 瞳裸III 〜傀儡哀〜 - 2001年3月

Vanila作品
- マーズ★ボール - 1998年2月
- 穢れなき君を 〜天使と悪魔の狭間〜 - 1998年11月

その他
- 調教パニックドールズ（日本プランテック） - 1998年7月

### 自社ブランド作品
いちひめ
- 唇濡の吐息 - 2001年10月

すたじお実験室
- 黒雪姫 - 2002年10月
- 犠淫母娘 - 2003年4月
- 犠淫母娘セレブ 〜穢れゆく双宮の薔薇〜 - 2003年9月
- ジャムアンリミット 〜密/室/監/禁〜 - 2003年12月

はにぃぽっと
- 黒髪少女隊 - 2005年2月4日
- 黒髪少女隊りばーす - 2006年10月3日
- 黒髪少女隊えくすて! - 2007年2月23日
- 黒髪少女隊2ぽーた!（仮） - 未発売・発売日未定
- ついつい 〜ツインテールツインズ〜 - 2005年8月26日

じぃすぽっと - 自社ブランドの過去作品もじぃすぽっと名義で再発売している。
- エッチしよっ! - 2006年6月
- 今日のおかず 第○号 - 2007年4月に創刊（第1号）、最終号の第22号は2010年2月。低価格の抜きゲー短編3本を毎号収録。販売形態はパッケージ版とダウンロード版の双方で展開。第1 - 4号までのDVDPG版がアクラスの「プチチェリー」ブランドで発売されている。

クリーミートリップス
- ブリードブラッド - 2006年4月14日
- アーツオブブラック 〜魔女の箱庭〜 - 2006年10月27日
- まじよめ 〜魔神くんの花嫁〜 - 2007年7月27日

ボクカノProject
- ボクスキ! 男の娘を好きって言ってよ! - 2012年4月

## 主なスタッフ
原画
- 森山犬（森山大輔）
- 舛舘俊秀
- 黒百合姫
- 海苔餅太
- 忠臣蔵之介
- 猫生いづる
- 御垳葉ひかる

シナリオ
- そにに（泥士朗）
- せんたろ （音楽も兼任）
- 御倉たな

音楽
- 樋口秀樹
- せんたろ
- 与猶啓至
- 松島大輔

## 備考
- 隔週金曜日に自社製作のインターネットラジオ・「はにぃぽっとプランニング」が配信されていたが、2008年8月31日を以て休止している。パーソナリティは社長（声：白金銀子）と秘書（声：平野響子）の2人が担当。2007年10月からはZAKZAKの「アニメ声優」コーナーでも配信された。。